# Errina chathamensis
Errina chathamensis är en nässeldjursart som beskrevs av Stephen D. Cairns 1991. Errina chathamensis ingår i släktet Errina och familjen Stylasteridae. Inga underarter finns listade i Catalogue of Life.